# Малотокмачанська сільська рада
Малотокмача́нська сільська́ ра́да — орган місцевого самоврядування Малотокмачанської громади Пологівського району Запорізької області.

## Загальні відомості
Дата утворення: 1918 рік.

## Населені пункти
Сільській раді підпорядковані населені пункти:
- с. Мала Токмачка
- с. Білогір'я
- с. Лугівське
- с. Новопокровка

## Склад ради
Рада складалася з 20 депутатів та голови.

### Керівний склад ради
| ПІБ                            | Основні відомості                                            | Дата обрання | Дата звільнення |
| ------------------------------ | ------------------------------------------------------------ | ------------ | --------------- |
| Лавренко Микола Іванович       | Сільський голова, 1950 року народження, освіта, безпартійний | 26.03.2006   | 31.10.2010      |
| Малахатка Анатолій Миколайович | Сільський голова, 1960 року народження, освіта вища          | 31.10.2010   |                 |

Примітка: таблиця складена за даними джерела